# ЛГБТ во время вторжения России на Украину
Репрессии против ЛГБТК-сообщества в России начались в 2013 году с принятием закона о запрете распространения информации об ЛГБТК среди несовершеннолетних. Власти представляют ЛГБТК-активизм как явление, сущность которого противоречит российским ценностям и имеет корни в западной культуре. Давление на ЛГБТ-сообщество объясняется как попытка укрепить моральные основы страны. С принятием вышеназванного закона наблюдался существенный рост инцидентов злоупотреблений в отношении ЛГБТК-сообщества и систематическая дискриминация; зарегистрированы случаи нападений, шантажа, грабежей и унижений со стороны различных группировок. Россия продолжила принимать или дополнять ряд законов, направленных против ЛГБТК-сообщества. В 2020 году поправки к Конституции России объявили однополые браки вне закона.
После начала вторжения России на Украину в 2022 году в России наблюдается усиление репрессий в отношении либерально настроенных групп, геев и трансгендерных людей и усиление продвижения «традиционных ценностей». В результате этого ЛГБТК+-сообщество сталкивается с постепенным ограничением своих прав. Государство ужесточило свою риторику в контексте защиты «традиционных ценностей» от «деградирующего» воздействия Запада. Президент России Владимир Путин стремился изобразить вторжение как борьбу за сохранение «российских традиционных ценностей». В своих выступлениях он обвинял страны Запада в продвижении ценностей ЛГБТК, называл операции по смене пола и однополое воспитание детей морально деградирующим явлением. В июле 2022 года был принят закон, запрещающий врачам осуществлять операции по смене пола (за исключением случаев, связанных с лечением врождённых физиологических аномалий у детей), в ноябре-декабре 2022 года была принята новая версия закона 2013 года о запрете «гей-пропаганды», которая запретила в России публичное проявление или упоминание любых «нетрадиционных отношений», в том числе в фильмах, книгах, рекламе и других медиа, а в ноябре 2023 года Верховный суд России запретил деятельность выдуманного Минюстом России «международного ЛГБТК-движения» на территории страны.
Украина была первой страной постсоветского пространства, принявшей решение о декриминализации гомосексуальности с момента получения независимости в 1991 году. После Евромайдана и установления проевропейского курса развития страны принятие ЛГБТ на Украине постепенно росло. Государство, стремящееся стать членом Европейского союза, уже много лет принимает гей-парады, а президент Украины Владимир Зеленский поддержал идею легализации однополых браков, несмотря на консервативные взгляды в стране. Усилия по защите прав ЛГБТ на Украине, однако, не получили широкого общественного признания, несмотря на принятие закона в 2015 году, запрещающего дискриминацию на рабочем месте. Согласно исследованию Киевского института социологии за 2016 год, 60 % опрошенных высказали негативное отношение к ЛГБТ-сообществу, при этом на 2022 год оно составило 38 %. Аналитики и активисты отмечают, что это вызвано гомофобной политикой российского государства, движением к равенству и инклюзивности как составных частей стремления к Европе и Западу и признанием членов ЛГБТ-сообщества в обществе, особенно в армии. Таким образом, в исследовании Киевского института социологии отмечены рост положительного и нейтрального отношения к ЛГБТК и поддержка равенства прав даже среди респондентов, негативно высказывающихся о ЛГБТК.

## Предыстория

### Россия
Гомофобия в России стала частью нарратива о «традиционных ценностях», «аморальном» и агрессивном Западе и цивилизационной миссий по спасению людей от ложных ценностей. В этом контексте Россия выступает в качестве оплота консервативных ценностей — традиций, единственного сексуального порядка, строгой социальной иерархии и доминирующей роли религии. Владимир Путин обратился к этой риторике в 2011—2013 годах в ответ на массовых протестов против фальсификации выборов, оформивших его на третий президентский срок. Ценностная система российской власти была вскоре оформлена в ряде законодательных инициатив, направленных на уничтожение в стране гражданского общества, борьбу с ЛГБТК и ограничение прав женщин.
В 2012 году Государственная дума приняла закон об иноагентах, который стал инструментом давления на независимые некоммерческие организации (а в 2017 году действие ярлыка было расширено на все СМИ, получающие хотя бы часть доходов из-за рубежа). В 2013 году был принят дискриминационный закон о запрете распространения информации об ЛГБТК среди несовершеннолетних, вступил в действие запрет на усыновление российских детей гражданами стран, где были легализованы однополые браки. Из-за усилившейся дискриминации некоторым российским ЛГБТК-людям пришлось уехать из страны. В 2017 году российские власти декриминализировали эпизоды домашнего насилия, которые не привели к тяжёлым увечьям или смерти. Во всех случаях подменялась роль преступника и жертвы, и стороной, пострадавшей от культурной экспансии Запада, объявлялась Россия (аналогичным образом российское руководство будет рассуждать о вторжении на Украину в 2022 году).
После дискриминационного закона 2013 года число преступлений на почве фактически одобряемой государством гомофобии последовательно росло. Только в 2021 году «Российская ЛГБТ-сеть» обработала более 33 тысяч обращений на горячую линию и в онлайн-чат, 330 обращений к юристам, провела 1200 психологических консультаций. В Чечне с 2017 года насилие против ЛГБТК приняло системный характер: силовики похитили сотни ЛГБТК-людей, незаконно удерживали их, вымогали деньги, подвергали пыткам, убивали. В том же 2021 году в «СК SOS» (кризисная группа, которая помогает ЛГБТК-людям на Северном Кавказе) поступило 614 обращений, организация помогла 343 людям уехать с Кавказа, 274 с их помощью выехали за границу.
В 2021 году государство обратило внимание на ЛГБТК-организации и активистам, помогающим ЛГБТК-людям, и внесло несколько из них в список «иностранных агентов». После начала полномасштабного вторжения около четверти российских ЛГБТК-активистов покинули страну, ряд организаций прекратили работу.

### Украина
Первые ЛГБТК-организации в Украине («Наш світ» из Луганска и «Лига Николаев») начали работать во второй половине 1990-х годов, и в течение 2000-х местные и международные организации, которые занимались проблемами квир-сообщества (в том числе фонд «Возрождение» Джорджа Сороса) стали важной частью украинского правозащитного сообщества. В 2011 году в Украине была создана Коалиция по противодействию дискриминации, куда вошли главные ЛГБТК-организации Украины. В 2013 году в Киеве с дополнительными мерами безопасности прошёл первый «Марш равенства», в 2015 году — открытый для участия прайд. В прайде 2019 года приняли участие около 8000 человек, в 2020 году прайды стали проходить не только в Киеве, но и в Харькове, Запорожье, Кривом Роге, Херсоне и Одессе.
После Евромайдана Украина начала уделять больше внимания защите прав ЛГБТК-людей. В 2015 году в трудовой кодекс был добавлен запрет дискриминации по признаку гендерной идентичности или сексуальной ориентации. В 2018 году ЛГБТК-люди получили право заявлять в органы власти о пропаже своего партнёра на правах члена семьи. На фоне прогрессивной политики властей внутри украинского общества смягчилась риторика противников квир-движения, исчезло давление. Главным источником гомофобных идей для Украины оставалась Россия, где после массовых протестов 2011—2013 годов развернулись репрессии, а одной из сверхценных идей власти стали «традиционные ценности». Российские власти пытались продвигать в Украине и других странах ультраконсервативные идеи и бороться с ЛГБТК-движением. При пророссийском Викторе Януковиче в Раду трижды вносили законопроекты о запрете «гей-пропаганды» по российскому образцу.
Несмотря на постепенный рост принятия украинским обществом ЛГБТК-людей, по данным опросов, значительная часть общества высказывалась об ЛГБТК скорее негативно. Среди носителей правых и ультраправых взглядов была распространена риторика, что ЛГБТК требуют особых прав, но не выполняют свой гражданский долг — защиту страны в условиях российско-украинской войны. На этом фоне в 2018 году начала работу организация «Военные ЛГБТ», которая выступала в защиту ЛГБТК-служащих ВСУ, призывала тех открыто говорить о своей идентичности. Она стала первой подобной структурой в Восточной Европе, к 2022 году организация объединяла около 200 ЛГБТ-активистов с боевым опытом.
Во многом благодаря «Военным ЛГБТ» после начала российского вторжения в 2022 году убедительным аргументом в дискуссии о расширении прав ЛГБТК-людей стало то, что они сражаются против агрессора наравне со всеми.

### Оккупированные территории (2014—2022)
Вопреки представлениям о Донбассе как консервативном регионе, исторически он был наиболее толерантной к ЛГБТК частью страны. В городах работала развитая сеть ЛГБТК-организаций, ВИЧ-сервисных центров, тематических клубов. По данным исследования правозащитного центра «Наш мир», ещё в 2000 году доля открытых гомосексуалов в ЛГБТК-сообществе составляла 14,9 % — выше показатель был только на юге страны. Ситуация кардинально изменилась после захвата региона пророссийскими сепаратистами, в риторике которых гомофобия занимала важное место. На оккупированных территориях Донецкой и Луганской областей началось системное преследование и даже целенаправленная охота на ЛГБТК-людей: их избивали, унижали, похищали, пытали, принуждали к рабскому труду, убивали и т. д. В конституцию ДНР был включён запрет любых союзов между людьми одного пола. В 2015 году обе марионеточные республики приняли дискриминационные законы о «гей-пропаганде», скопированные с российского. Местные ЛГБТК-организации были быстро разгромлены, многие ЛГБТК-люди были вынуждены покинуть Донбасс.
Крымский курорт Симеиз со времён СССР (где за «мужеложство» грозило уголовное наказание) был популярным направлением ЛГБТК-туризма, а после распада Союза остался крупнейшим на постсоветском пространстве гей-курортом. В Севастополе работали дружелюбные к ЛГБТК бары и гостиницы. ЛГБТК-активисты и организации были включены в общественную жизнь Крыма. После аннексии в регионе начали действовать дискриминационные российские законы, а гомофобная риторика стала нормой для руководства региона. Участились случаи насилия в отношении ЛГБТК, в том числе, со стороны силовиков. «Мемориал» документировал случаи, когда служащие полиции под пытками заставляли ЛГБТ-людей (и представителей других уязвимых групп) переписывать на них недвижимость. Многие из примерно 10 тысяч ЛГБТК-людей, проживавших в Крыму, были вынуждены покинуть регион.

## Во время вторжения России на Украину

### Россия
Необходимость защиты «традиционных ценностей» стала одним из оправданий вторжения в Украину в речи Владимира Путина 24 февраля 2022 года. В риторике российских властей западные ценности, такие как права ЛГБТК, феминизм, мультикультурность и пр. не просто противопоставлялись идеалам российского общества, но и объявлялись прямой угрозой существованию России. Патриарх Кирилл в проповеди в Храме Христа Спасителя 6 марта связал российское вторжение в Украину с защитой оккупированных территорий Донецкой и Луганской областей от гей-парадов, которые он охарактеризовал как пропуск в западный мир. Признавая, что корни российской агрессии против Украины лежат в империализме, исследователи также называли вторжение первой «культурной войной» — проявлением спора вокруг культурных и социальных дискурсов, в том числе вопросов гендера, семейных ценностей, прав ЛГБТК-людей.
Российская пропаганда высмеивала ЛГБТК-людей в рядах ВСУ, рассматривая их как некий признак «испорченности» украинской армии.
30 ноября 2023 года Верховный суд РФ удовлетворил иск Минюста, объявил «экстремистской организацией» и запретил несуществующее ««международное общественное движение ЛГБТ». В 2024 году замминистра юстиции Олег Свириденко в выступлении на ПМЭФ пояснил, что экстремизм со стороны ЛГБТ проявляется в форме «гендерного экстремизма» и «гей-национализма» и призывах к «гендерной войне».

#### Законодательные инициативы
На фоне полномасштабной войны в России значительно усилились репрессии против ЛГБТК-людей. Поводом для дискуссии об ЛГБТК в политических кругах послужил широкий успех квир-романа о платонической любви подростков в пионерском лагере «Лето в пионерском галстуке». 25 мая 2022 года на роман обратил внимание пропагандист Захар Прилепин, а 18 июля в Государственную думу был внесён проект закона о запрете «отрицания семейных ценностей», авторы которого назвали публичное одобрение и признание нетрадиционных отношений угрозой для демографии и экономического роста России.
В ноябре 2022 года президент Владимир Путин подписал новую версию российского законопроекта о полном запрете пропаганды ЛГБТ, педофилии и смены пола в рекламе, книгах, кино и СМИ. В связи с этим книжные магазины и библиотеки провели ревизию своих коллекций, исключив из них произведения, относящиеся к тематике ЛГБТК+. В декабре того же года игровые и стриминговые индустрии последовали этому примеру, удалив квир-персонажей из своего контента. Также стали заметными случаи обращений граждан в полицию относительно посещения ночных клубов, деятельности школьных учителей и членов ЛГБТК+ семей с обвинениями в распространении «пропаганды ЛГБТ».
В июне 2023 года Путин поручил создать на базе Федерального центра психиатрии институт по «изучению поведения» ЛГБТК-людей. «Медуза» отмечала, что решение может указывать на намерение российских властей внедрить насильственную конверсионную терапию — комплекс лженаучных практик, направленных на «излечение» негетеросексуальной ориентации. Независимый эксперт ООН по вопросам сексуальной ориентации и гендерной идентичности в докладе от 2020 года приравнивал их к пыткам и призывал членов Совета по правам человека ООН запретить их во всех странах мира. В июле вступил в силу закон о запрете трансгендерного перехода в России, запрещающий хирургические операции и смену гендерного маркера в документах, попечительство и усыновление детей транс-людьми, аннулирование ранее заключённых браков в случае, если один из партнёров совершил транс-переход.

#### Преследование ЛГБТК-людей
Украинская правозащитная организация «Наш світ» фиксировала случаи гомофобного насилия в отношении ЛГБТК-украинцев со стороны российских военных, в том числе избиения, ограбления, незаконные задержания, сексуализированное насилие, попытки убийства и пр. Вторжение также спровоцировало вспышку санкционированного властями насилия по отношению к ЛГБТК-людям на ранее оккупированных территориях Донецкой и Луганской областей и Крыма. Жертвами становились однополые пары и другие люди, вызвавшие у нападавших подозрения из-за пирсинга, цвета волос и ногтей или элементов одежды, напоминающих им радугу. Правозащитники признавали сложность в документировании военных преступлений против ЛГБТК-людей, которые часто боялись сообщать о случившемся из-за недоверия к государству и страха встретить гомофобное отношение.

### Украина
Украинские ЛГБТК-организации и активисты, не находящиеся на службе в ВСУ, активно участвовали в гуманитарных проектах, помогали эвакуировать и принимать людей, вынужденно перемещённых из-за войны, занимались сбором средств для закупки необходимого военным снаряжения.

#### Улучшение отношения к ЛГБТК
Одним из следствий российского вторжения стал рост принятия ЛГБТК-людей в украинском обществе. Катализатором изменений послужило участие ЛГБТК-военных в защите Украины, которое освещалось СМИ и организациями, такими как «Военные ЛГБТ». ЛГБТК-служащие ВСУ стали чаще совершать каминг-ауты, а командиры — пресекать гомофобные высказывания в своих подразделениях. Некоторые ЛГБТК-военные в качестве опознавательного знака использовали радужные нашивки или нашивки с единорогом как ироничный ответ на стереотип о том, что в украинской армии нет ЛГБТК.
Другими факторами, повлиявшими на улучшение отношение к ЛГБТК, стала проевропейский курс и стремление на уровне ценностей противопоставить демократическую Украину авторитарной России, где гомофобия, трансфобия, сексизм и другие формы ксенофобии стали частью государственной риторики. По данным опроса, проведённого Национальным демократическим институтом в январе 2023 года, 58 % украинцев согласились, что ЛГБТ-люди должны получить те же права, что и другие граждане. Исследование Киевского института социологии, с 2016 по 2022 год доля тех, кто относится к ЛГБТК негативно сократилась в полтора раза (с 60,4 % до 38,2 %), симпатизирующих ЛГБТК стало в 4 раза больше (с 3,3 % до 12,8 %), в полтора раза выросло число равнодушных (с 30,7 % до 44,8 %). Число сторонников равноправия для цисгендерных и ЛГБТК-людей выросло почти вдвое с 33,4 % до 63,7 %, причём равные права поддержала и половина тех, кто в том же опросе высказывался об ЛГБТК в негативном ключе.

#### Правовое признание ЛГБТК-союзов
Важным шагом на пути к признанию однополых союзов стало возвращение в политическую дискуссию темы регистрируемых партнёрств. Толчком к этому послужила петиция на сайте президента Украины, автор которой просила дать ЛГБТК-людям возможность создавать семьи и получать официальные документы. Это стало бы большой поддержкой для ЛГБТК-военных, чьи партнёры получили бы доступ к реанимации, возможность принимать медицинские решения или распоряжаться телом в случае гибели, упрощало бы возможности получения льгот и компенсаций, наследования и установления опеки над детьми, которых они вместе воспитывали. За полтора месяца обращение собрало 25 тысяч голосов, необходимые для его рассмотрения президентом. В августе 2022 года Владимир Зеленский поручил премьер-министру Денису Шмыгалю рассмотреть вопрос легализации однополых партнёрств.
В марте 2023 года Верховная Рада приняла на рассмотрение законопроект о регистрируемых партнёрствах, разработанный ЛГБТК-организацией «Точка опоры ЮА» и командой депутата Инны Совсун. Хотя этот статус не в полной мере эквивалентен легализации однополых браков, он позволит ЛГБТК-людям оформить свои отношения (при этом формат регистрируемого партнёрства будет доступен всем гражданам). Одним из доводов в пользу закона о регистрируемых партнёрствах стала невозможность во время военного положения изменить формулировки в Конституции Украины, которые определяют брак как основанный «на свободном согласии мужчины и женщины».
Вместе с тем, на фоне российского вторжения ЛГБТК-люди в Украине оказались в более уязвимом положении. Так в первые месяцы после начала войны транс-люди столкнулись с дефицитом препаратов для заместительной гормональной терапии, преодолеть который помогла помощь международных организаций. Также из-за закрытия границ для мужчин 18—60 лет украинские транс-женщины, не завершившие юридический переход и сохранившие в документах гендерный маркер «М», не могли покинуть страну. Несмотря на то, что Украина в 2010-х годах создала одни из наиболее благоприятных условий для транс-людей на постсоветском пространстве, освобождение от воинской службы требовало прохождения бюрократических процедур.